# Radosław Galant
Radosław Galant (* 10. November 1990 in Krynica-Zdrój) ist ein polnischer Eishockeyspieler, der seit 2009 beim GKS Tychy in der Ekstraliga unter Vertrag steht.

## Karriere

### Club
Radosław Galant, der aus der Jugendabteilung des KTH Krynica stammt, wechselte als 16-Jähriger auf die Nachwuchsakademie des polnischen Eishockeyverbandes Szkoła Mistrzostwa Sportowego, für die er in der zweitklassigen I liga antrat. Nach drei Jahren in Sosnowiec zog es ihn in die Ekstraliga zum GKS Tychy, für den er seither spielt. Mit den Schlesiern gewann er bereits in seiner ersten Saison dort den Polnischen Eishockeypokal durch einen 4:2-Endspielsieg gegen Naprzód Janów. Diesen Erfolg konnte er 2015 wiederholen als er zudem mit seinem Klub den zweiten polnischen Meistertitel der Vereinsgeschichte gewann. Auch 2018 gelang ihm mit den Schlesiern der Doublegewinn. Es folgten weitere Meisterschaften in den Jahren 2019 und 2020.

### International
Für Polen nahm Galant im Juniorenbereich jeweils an der Division I der U18-Weltmeisterschaften 2007 und 2008 sowie der U20-Weltmeisterschaften 2008, 2009 und 2010 teil.
Sein Debüt in der Herren-Nationalmannschaft gab er bei zwei Freundschaftsspielen in der Saison 2011/12. Bei den Weltmeisterschaften 2013, 2015, 2016, 2017 und 2023, als den Polen erstmals seit dem Abstieg 2002 die Rückkehr in die Top-Division gelang, stand er für sein Heimatland in der Division I auf dem Eis. Zudem vertrat er seine Farben bei der Olympiaqualifikation für die Winterspiele 2018 in Pyeongchang.

## Erfolge
- 2010 Polnischer Pokalsieger mit dem GKS Tychy
- 2015 Polnischer Meister und Pokalsieger mit dem GKS Tychy
- 2018 Polnischer Meister und Pokalsieger mit dem GKS Tychy
- 2019 Polnischer Meister mit dem GKS Tychy
- 2020 Polnischer Meister mit dem GKS Tychy
- 2023 Aufstieg in die Top-Division bei der Weltmeisterschaft der Division I, Gruppe A

## Ekstraliga-Statistik
(Stand: Ende der Spielzeit 2022/23)